# NGC 3890
NGC 3890 (również NGC 3939, PGC 36925 lub UGC 6788) – galaktyka spiralna (Sc), znajdująca się w gwiazdozbiorze Smoka.
Odkrył ją William Herschel 12 grudnia 1797 roku. Obserwował ją też 2 kwietnia 1801 roku, lecz błędnie skatalogował po raz drugi jako nowo odkryty obiekt. John Dreyer skatalogował obie obserwacje Herschela jako, odpowiednio, NGC 3890 i NGC 3939.